# Pałac w Szedziecu
Pałac w Szedziecu – wybudowany w XVIII w. w Szedziecu.

## Położenie
Pałac położony jest we wsi w Polsce, w województwie dolnośląskim, w powiecie górowskim, w gminie Góra.

## Historia
Obiekt jest częścią zespołu pałacowego, w skład którego wchodzą jeszcze: park, budynki gospodarcze.